# 昼顔 (1967年の映画)
『昼顔』（ひるがお、フランス語: Belle de jour, 「三色朝顔」「日中の美女」「昼間に稼ぐ娼婦」の意）は、1967年のフランス・イタリア合作映画である。ルイス・ブニュエル監督作品、原作はジョゼフ・ケッセルの同名小説である。第28回ヴェネツィア国際映画祭で最高賞である金獅子賞を受賞した。
スティーヴン・ジェイ・シュナイダーの『死ぬまでに観たい映画1001本』に掲載されている。

## ストーリー
美しい若妻のセヴリーヌ（カトリーヌ・ドヌーヴ）は、医師である夫のピエール（ジャン・ソレル）とともにパリで幸せな生活を送っていた。その一方、マゾヒスティックな空想に取り付かれてもいた。ある日セヴリーヌは友人から、上流階級の婦人たちが客を取る売春宿の話を聞き、迷った後に「昼顔」という名前で娼婦として働くようになる。セヴリーヌは黒エナメルのレインコートで店に行くと、同僚たちは即座に「サンローラン！素敵ね」とコートを褒める。上流階級が趣味で娼婦してるのは本当なんだとわかり親しくなる。様々な変わったSMやフェチなど性癖を持つ男性客や女性たちと接するうち、次第に自由奔放な性の快楽を受け入れていく。それまでどこかよそよそしかった冷たかった彼女の性生活は明らかに順調になり、ピエールとの夫婦関係も改善していく。二重生活のおかげでようやく自分の人生を取り戻した。

## キャスト
| 役名        | 俳優                       | 日本語吹替                               |
| 役名        | 俳優                       | フジテレビ版                             |
| ----------- | -------------------------- | ---------------------------------------- |
| セブリーヌ  | カトリーヌ・ドヌーヴ       | 平井道子                                 |
| ピエール    | ジャン・ソレル             | 中田浩二                                 |
| ユッソン    | ミシェル・ピコリ           | 田中明夫                                 |
| アナイス    | ジュヌヴィエーヴ・パージュ | 初井言榮                                 |
| マルセル    | ピエール・クレマンティ     | 納谷六朗                                 |
| ルネ        | マーシャ・メリル           | 山田早苗                                 |
| 不明 その他 |                            | 阪脩 花形恵子 菅谷政子 増岡弘 鈴木れい子 |
|             |                            |                                          |
| 演出        | 演出                       | 中野寛次                                 |
| 翻訳        | 翻訳                       | 森みさ                                   |
| 効果        |                            |                                          |
| 調整        |                            |                                          |
| 制作        | 制作                       | 東北新社                                 |
| 解説        | 解説                       | 高島忠夫                                 |
| 初回放送    | 初回放送                   | 1976年6月4日 『ゴールデン洋画劇場』      |

## 続編
2006年、マノエル・ド・オリヴェイラ監督による続編『夜顔』 (フランス語: Belle toujours, 「つねに美女」の意) が製作され、第63回ヴェネツィア国際映画祭にて上映された。アンリ役はミシェル・ピコリのままだが、カトリーヌ・ドヌーヴが演じたセヴリーヌ役はビュル・オジェが演じた。オリヴェイラはブニュエルのわずか8歳下の同世代の監督だが、満97歳で同作を監督し、約40年ぶりの続編となった。

## 日本語訳
- 『昼顔』堀口大學訳、第一書房, 1932　のち新潮文庫
- 『昼顔』桜井成夫訳. 角川文庫 1954
- 『昼顔』山崎剛太郎訳. 三笠書房, 1971